# Et cetera
Et cetera (Et – „и“; cetera (мн. ч. ceterum/caeterum) - „друго/и“, на български се произнася с оригиналното си звучене – ет цѐтера) е израз от латински език, който в буквален превод означава „и така нататък“ (съкр: „и т.н.“). Фразата може да се срещне и изписвана като една дума – „etcetera“, и по този начин е дадена и в някои речници, но може и да се срещне употребена два пъти – „et cetera, et cetera“ (и така нататък, и така нататък). Съкратените форми „&c.“ или „&c“ все още се използва понякога (символът амперсанд – „&“ произлиза от лигатура на „et“), което е прието за вярно в повечето модерни латински речници. Също така понякога може да бъде изписвана като „et caetera“ или „et cætera“, но най-честото използване на фразата е чрез абревиацията „etc.“

Архаични съкращения, използвани в правото и математиката, са „&/c.“, „&c.“ и „&ca.“.

## Етимология
Смята се, че в латинския език фразата е калка (в лингвистиката – дума или фраза, заимствана от друг език чрез буквален превод дума за дума или корен за корен) от Койне (популярната форма на гръцкия език, съществувал през посткласическата античност) – „καὶ τὰ ἕτερα“ (kai ta hetera) – „и други неща“. В класическия новогръцки език изразът е: „και τα λοιπά“ (kai ta loipá) – „и останалата част/и остатъкът“.

## Употреба
На български съкратените варианти (които са и най-често използваните) на словосъчетанието са: „и тн.“, „и т.н.“ (без интервал) или по-рядко „и т. н.“ (с интервал).

Фразата замества изброяването на някаква поредица от логически сходни описания и обикновено се поставя в края на изречението и тогава не се поставя втора точка за завършване на изречението, но може и да бъде по средата му, и тогава след точката се поставя запетая.
Примери:
- „Искам списък с цялото налично оборудване – компютри, рутери, терминали, телефони, принтери и т.н.“
- „Тук трябва организация, средства, време, персонал и тн., а не само голи обещания.“